# International Presidency Tour
L'International Presidency Tour (conegut fins al 2009 com a President Tour of Iran) és una cursa ciclista per etapes iraniana. Creada el 2008 ja va entrar a formar part de l'UCI Àsia Tour.

## Palmarès
| Any  | Vencedor       | Segon           | Tercer            |
| ---- | -------------- | --------------- | ----------------- |
| 2008 | Ahad Kazemi    | Mahdi Sohrabi   | Medhi Fahridi     |
| 2009 | Ghader Mizbani | Andrey Mizourov | Rasoul Barati     |
| 2010 | Hossein Askari | Tobias Erler    | Samad Poor Seiedi |
| 2011 | Amir Zargari   | Ghader Mizbani  | Miguel Ángel Niño |